# 开普勒7b
开普勒7b是开普勒太空望远镜首次发现的5颗太阳系外行星之一，于2010年1月4日公布。它位于天琴座，环绕恒星开普勒7公转。。
开普勒7b的半径是木星的1.478倍，质量是木星的0.433倍。